# La Familia (Costa Rica)
La Familia foi um grupo autônomo da esquerda revolucionária na Costa Rica. O grupo teve duração muito curta, sendo fundado em 1978 e encerrado em 1981. Nunca teve um nome oficial porque "La Familia" era o codinome que os integrantes deram, mas devido ao seu uso na mídia e na polícia, tornou-se popular entre o público.
La Familia era composta por não mais de 20 pessoas, a maioria estudantes universitários e alguns professores que queriam emular as ações de outros guerrilheiros centro-americanos ativos na época, como a Frente Farabundo Martí para a Libertação Nacional (FMLN) de El Salvador, a Frente Sandinista de Libertação Nacional (FSLN) da Nicarágua, a Unidade Revolucionária Nacional Guatemalteca (URNG) da Guatemala ou a Unificación Democrática (UD) de Honduras. Obtinham financiamento por meio de assaltos a agências bancárias, supermercados e outras instalações. Esta organização foi relacionada a detonação de duas bombas em março de 1981: uma quando um veículo de soldados estadunidenses trafegava no Barrio Los Yoses, Montes de Oca, e outra na embaixada de Honduras no centro de San José. Um de seus objetivos era explodir o busto de John F. Kennedy no parque de mesmo nome localizado em San Pedro de Montes de Oca, na província de San José, como forma de protesto contra o imperialismo estadunidense. No processo, entraram em confronto com a polícia em 12 de junho de 1981 e trocaram tiros resultando na morte de três policiais e um motorista de táxi. Os integrantes foram presos.
A imprensa informou que naquela mesma noite, na Calle Blancos, Goicoechea, uma mulher teria avistado movimentos estranhos em uma casa próxima à sua, vestindo ternos, o que chamou sua atenção. A mulher notificou as autoridades, que determinaram que esta casa era o ponto de encontro da célula.
A morte, no dia 1 de julho, de uma das integrantes do grupo Viviana Gallardo, de apenas 18 anos, suspeita dos assassinatos (embora ela tenha negado, pois alegou que estava apenas dirigindo o veículo de onde partiram os disparos), que foi executada por José Manuel Bolaños enquanto estava sob custódia e desarmada, provoca controvérsias pois foi considerada uma execução extrajudicial por vingança.